# Merem Hardéo
Merem Hardéo est une localité du Cameroun située dans l'arrondissement de Dargala, le département du Diamaré et la région de l’Extrême-Nord. Elle fait partie du lawanat de Kahéo.

## Population
En 1975, la localité comptait 228 habitants, dont 171 Peuls et 57 Massa.
Lors du recensement de 2005, on y a dénombré 93 personnes.